# Dollaro delle Tuvalu
Il dollaro tuvaluano (in lingua tuvaluana: Tāla o Taala) è una valuta delle Tuvalu. Dal 1966 al 1976, come parte della colonia delle Isole Gilbert ed Ellice, le Tuvalu hanno adoperato come moneta il dollaro australiano (Tāla Ausetalia). Nel 1976 le Tuvalu, come colonia autonoma (1976) e come futuro stato indipendente (1978), hanno iniziato ad emettere le proprie monete in doppia circolazione accanto al dollaro australiano, di produzione della zecca di stato australiana. Queste monete circolano insieme alle banconote e monete australiane. Il dollaro tuvaluano non è una valuta indipendente e non ha il suo codice ISO 4217; è trattato come equivalente al dollaro australiano, con parità fissa. L'ultima emissione delle monete è del 1994 e le monete in circolazione sono difatti diventate rare.
Per la valuta usata in precedenza nelle Isole Gilbert ed Ellice, vedi Sterlina australiana e Sterlina oceaniana.

## Monete
Nel 1976 sono state introdotte monete con i valori di 1, 2, 5, 10, 20 e 50 cents e da 1 dollaro. La moneta di bronzo da 1 e 2 cent e quelle in cupronichel da 5, 10 e 20 cent avevano le stesse misure e la stessa composizione delle corrispondenti monete australiane. Invece la moneta rotonda in cupronichel da 50 cent era diversa da quella dodecagonale australiana e quella ennagonale in cupronichel da 1 dollaro (i 9 lati simboleggiano le 9 isole delle Tuvalu) ha anticipato di otto anni la moneta australiana da 1 dollaro. Come in Australia le monete da 1 e 2 cent sono state a poco a poco ritirate, ma quella locale da 2 dollari non è mai stata introdotta. Dal 1994, non vi è stata nessun'emissione di monete: la circolazione è divenuta rara e sono state rimpazziate dai dollari australiani, anche se le monete tuvaluane continuano ad avere corso legale.